# 山内以九士
山内 以九士（やまのうち いくじ、1902年3月31日 - 1972年6月3日）は、日本の野球公式記録員。日本プロ野球の規則や記録の整理・研究に貢献した人物である。本名・山内育二、後に祖名相続により山内佐助となる。

## 来歴

### 大学時代まで
島根県松江市天神町の「山内佐助商店」の跡取りとして生まれる。山内佐助商店は1764年（明和元年）創業で、小間物問屋から始まり廻船問屋を経て、山内の誕生当時は呉服反物商だった。当主は代々「佐助」を名乗り、自身も1936年に7代目佐助を襲名している。長男にもかかわらず「育二」と名付けられたのは、養子の義兄がいたためとされる。生家は天神町および隣接する灘町に485坪の土地を持ち、祖父（5代目佐助）と父（6代目佐助）はともに地元銀行や商業会議所の要職も兼ね、松江市議会議員も務める名士で、裕福な家庭だった。
1914年に島根県立松江中学校に進学し、これに前後して野球に熱を上げ始める。中学3年生時（1916年）の第2回全国中等学校優勝野球大会では地区予選から新聞記事を切り抜いてスクラップブックを作り、製本までして表紙に「山内球狂児編」と題した。同時期にスコアブックの記帳法を独学で覚え、直木松太郎による野球の規則書を購読してその巻末にある規則問題にも取り組んだ。中学野球部に「マネージャー的な立場」で所属し、実際の試合で審判員も頼まれたという。さらに野球熱が高じて愛好者の専門雑誌『ファン』（1917年創刊）を購読し、そこに掲載される規則の懸賞問題に応募を始め、やがて優秀回答者として紙面に載る常連投稿者となる。当時回答の解説を担当したのは直木松太郎で、山内は1919年2月号の回答で初めて直木の論評を受け、さらに同年6月号では唯一の当選者ともなった。同年11月号では「第三回松江少年野球大会」（9月）のレポートを寄稿している。旧制松江中学校の卒業生や同窓会の名簿によると、松江中学校を卒業したのは「大正9年」（1920年）だった。
1920年、慶應義塾大学経済学部予科に入学。入学後に野球部に入部してスコアブック記帳や球拾いなどを務める（山内自身は「マネージャーの小づかいみたいなもん」と記している）。当時直木松太郎は野球部で指導者を務めていた。1922年のメジャーリーグ選抜来日の試合で接したアメリカンリーグ審判員のモリアーティからは、ルールの解釈や規則の適用で強い印象を受けた。1924年に予科から本科3年生となった山内は、兵役に就いた記者の代役として5月に朝日新聞運動部の嘱託記者となり、8か月間担当した。さらに同年、高等女学校で妹の同級生だった女性と学生結婚する。

### 大学卒業後
1925年に慶應義塾大学を卒業して帰郷する。これは家業を継ぐ目的だったが、山内は松江体育協会（1930年）や島根県中等学校野球連盟（1932年）といった団体の常務理事に就き、野球から離れることはなかった。さらに松江野球場（1932年7月竣工）の建設に際しては、設計段階から協力を惜しまず様々なアドバイスをおこない、着工後は現場にも連日顔を出して「私設監督」と呼ばれた。球場竣工直後に開催された全国中等学校優勝野球大会山陰大会では、NHK松江放送局によるラジオ中継の解説補助（出演はせずに助言）も務めている。
1936年3月には、直木松太郎とともに編著に当たった『最新野球規則』（東京日日新聞社・大阪毎日新聞社）が刊行され、序文で直木は山内を「珍しい研究者」「得難き執筆者」と紹介した。この本は､アメリカ合衆国の野球規則の翻訳がベースになっているとされる。同年6月に父が死去し、7月7日に山内は「7代目山内佐助」を襲名した。12月には『ヤマウチ式野球試合記録帖』を刊行。これは『最新野球規則』をもとに記録する場合の実践ガイドという位置づけだった。同じ年、プロ野球リーグ（日本職業野球連盟〔後の日本野球連盟。現在の日本野球機構の源流〕）がスタートするが、この時点では山内は関与していなかった。
『最新野球規則』に関与した報償として、大阪毎日新聞社が主催する全国選抜中等学校野球大会の記録員として招かれるようになり、大阪毎日新聞には1939年の第16回大会時に「山内佐助」名で優勝校の分析記事も寄稿した。つながりのできた大阪毎日新聞の野球記者から「打率がすぐにわかる早見表を作ってもらえないか」という依頼を受け、松江市役所の土木課にあった機械式計算機を知人の市職員に夜間だけ持参してもらうという方法で夜中に計算を繰り返し、1940年に自費で『野球成績早見表』として300部を刊行した。この本は300打数までの打率が網羅された内容だった。

### プロ野球入り
『野球成績早見表』刊行と同じ1940年頃に山内はプロ野球と関わり始めたとみられており、同年秋に日本野球連盟から正式に規則委員に任命される。翌年、日本野球連盟が前年のアメリカ野球規則に準拠した『日本野球規則』を制定すると、山内は規則の権威とみなされるようになる。一方、1941年12月の太平洋戦争開戦後に経済統制が強化され、山内の家業である繊維製品は、衣料切符の導入により従来のような商売が困難になりつつあった。そんな折に日本野球連盟から関西担当の公式記録員になる話が持ち込まれ、1942年春に山内は店を閉じて兵庫県西宮市に転居した（ただし家族は松江に残した）。記録員就任とともに「以九士」という筆名を使い始めている。
しかし、戦争の激化でプロ野球の開催は困難となり、1944年の秋季リーグ戦は中止となった。山内は1945年に帰郷、徴兵検査も受けたが丙種不合格だったという。戦後、1946年のプロ野球再開に際して改めて日本野球連盟から記録員を委嘱されるが、この年は松江で送られたスコアカードの集計作業をおこなうにとどまった。1947年春に上京、当初は長男と白山の下宿に暮らし、翌年4月に東松原駅近くの妹宅に移って以後15年を過ごした。これに先立つ1948年3月、山内は連盟の規則委員長となる（前年4月に死去した直木松太郎の後任）。
1949年当時は主に関西の公式戦での記録が任務だったが、日本野球連盟が試合興行権を持っていた関係で、参加が必要とされた連盟代表者の代理として地方試合に同行することも頻繁だった。同年8月の西日本遠征では、長崎県での試合が台風の影響で選手移動の目処が立たずに順延と決定し、山内は「連盟代表」の肩書きで長崎民友新聞に「おわび」の記事を寄稿した。一方、この遠征中に郷里の松江で大火災が起き、実家の建物は焼失した。妻は家業を電気器具販売も加えて再興するため会社を設立し、山内は名目上社長となった。火災前の段階で実家の敷地は切り売りされており、かつてのような資産家ではなくなっていた。

### 2リーグ分裂後
1950年に日本プロ野球（日本野球連盟）はセントラル・リーグとパシフィック・リーグの2つに分立する。開幕前の段階では、記録部長の山内と規則委員の瀬上保男の2人だけは「両リーグ特別記録員」とする報道も出たが、最終的にこれは設置されず、山内はパ・リーグの記録部所属となる（記録部長は大川竹三）。山内の回想では、両リーグの記録を一元管理することを発案して準備も進めたものの、ある人物の「全くその必要はない」という「絶対意見」が出て、その人物に反対されれば仕事にも差し支えるため取り下げたという。所属がパ・リーグとなったのは、親交のあった橋本三郎（ゴールドスター創設者で後にパ・リーグ総理事）がパ・リーグに入った影響ではないかと、五十嵐義夫（元パ・リーグ記録部長）は推察している。1950年シーズン終了後、1951年3月に『太平洋連盟年報』を編者として刊行し、以後1962年版（1963年5月刊行）まで編者となる。あとがきにはいつも「セ・リーグの記録については資料が得られないため正確が期しがたい、これはあくまで参考資料として読んでいただきたい」と記していた。
1951年に山内は2代目のパ・リーグ記録部長に就任した。これに先立ち、山内は松江にいた戦後間もない頃から自著『野球成績早見表』の増補改訂版（打数を500まで拡大）の作成に着手していた。計算は1947年までに完了し、上京後にプロ野球実行委員会から刊行資金の援助を得た。1952年春から編集作業に取りかかったが、印刷は容易には進まなかった。知人の読売新聞記者・本阿弥清の協力を得て読売新聞の植字工を使い、本阿弥の自宅で活字を組む形で作業を始めたものの途中で植字工がいなくなり、山内やその子息が携わった。こうした苦労の末、1954年7月に『ベースボール・レディ・レコナー』として刊行され、プロ野球関係者に広く愛用された。山内はこの本の「まえがき」に打率・長打率・守備率・勝率・防御率を求める場合の使用法を記述していた。同書は1955年の日米野球（ニューヨーク・ヤンキースが来日）の際にメジャーリーグ関係者の目に止まって購入され、1960年のAP通信はその好評を報じている。
『ベースボール・レディ・レコナー』が刊行された1954年には千葉功が、1956年には宇佐美徹也が、それぞれ「弟子入り」してパ・リーグ記録部で働き始めた。宇佐美は初対面で自作の打率早見表を見せたところ、山内は「こっちにはこんなものがあるんだよ」と『ベースボール・レディ・レコナー』を取り出したという。千葉や宇佐美は山内の指導を受けながら記録員の仕事をこなし、1960年版の『太平洋連盟年報』の「あとがき」で山内は、彼らが担当した新しい項目（千葉は完投・先発・救援別の投手勝敗や、被盗塁数・盗塁阻止数、被打点、併殺打、宇佐美は「勝利投手になれなかった救援投手の功績」の検討）を名前を入れて紹介した。
また、1949年に大下弘（当時東急フライヤーズ）が1試合最多安打の新記録（7本）を作ったときにそれが新記録と確答できなかった経験から、1リーグ時代のスコアカードから記録を再集計することにも取り組んだ。その過程で、プロ野球草創期以来の記録員だった広瀬謙三が1939年のヴィクトル・スタルヒンにつけた2つの勝利（リードした状態で5回以上投げた先発投手の後に登板）を修正し、1954年版の『太平洋連盟年報』のスタルヒン（1953年時点は大映スターズ）の通算成績欄で、42だったこの年の勝利を40とした（いずれも当時の日本プロ野球シーズン最多勝記録）。広瀬は1959年に書いた文章で、現在のルールに照らせば山内の判断は正当としながらも、その当時は勝利投手の条件についての準則がなく、救援投手に重きを置いて勝利投手を決定したと記した。その後1961年に稲尾和久（西鉄ライオンズ）が42勝を記録するとこれがタイ記録か新記録かが議論となり、1962年3月30日にコミッショナーに内定していた内村祐之が広瀬と山内の意見を聴取した上で、スタルヒンの勝利数を42勝として稲尾はタイ記録とする裁定を下し、過去の記録に戻された。
1960年前後には「公式記録員」という職に注目が当たるようになり、山内はメディアで複数回取り上げられた。一方、松江で妻が目指した実家の再興は行き詰まり、1957年には店舗の土地建物が市税滞納を理由に差し押さえられ、1958年には自宅が競売対象となり、1959年にこちらも差し押さえられた（妻は長女の嫁ぎ先に転居）。
1962年シーズンで山内は記録部長を退任、翌1963年シーズン後に定年でパ・リーグを退職した。最後に記録を担当した公式戦は､1962年9月28日の大毎オリオンズ対南海ホークス戦（東京球場、ダブルヘッダーの第2試合）で、この試合では南海の野村克也が当時パ・リーグタイ記録となる43号本塁打を放った。退職直前に北多摩郡田無町（現・西東京市）の借家に転居し、これに合わせて妻が上京して同居することになった。
『太平洋連盟年報』は1963年版を「太平洋野球連盟記録部」の編著として刊行された。同じ1963年にはセ・パ両リーグの公式記録年鑑『オフィシャル・ベースボール・ガイド』が初めて刊行され、山内が求めてきた日本プロ野球全体の記録年鑑が実現した。

### 記録員退職後
退職後は雑誌掲載のエッセイで「仕事さえも奪われていた」と嘆いたが、1964年7月にプロ野球実行委員会から「過去（1リーグ時代）のスコアカード整理」を委嘱される。この仕事は千葉功ですら「時間の無駄ではないか」と感じるものだったが、7年後の1971年に（プロ野球初年の1936年を除いて）完了させている。
1972年4月の報知新聞には、清書した過去のスコアカードを再点検しているという近況が報じられた。しかしまもなく健康を害し、同年6月3日にその生涯を閉じた。

### 没後
山内が手を付けなかった1936年のスコアカード整理は、その後現役記録員が分担しておこない、1991年に完了した。
生前の業績が称えられ、1985年に特別表彰で野球殿堂入りを果たす。山内は生前から表彰を打診されたが強く拒否したため実現せず、没後の1983年の選考では票数不足で落選した経緯があった。7月20日、後楽園球場でのオールスター第1戦の際に表彰式がおこなわれ、長男が出席した。

## 記録員として
千葉功や宇佐美徹也によると、山内の指導は実際の業務を通じたオン・ザ・ジョブ・トレーニングを徹底した。規則談義でよくある「仮定の話」を嫌い、1951年に飯島滋弥（当時大映スターズ）が「1試合3本塁打（うち同一イニング2本）・2満塁本塁打で、イニング7打点、1試合11打点」という記録を樹立した時、記者から最初に「1試合2満塁本塁打」「1イニング7打点」がそれぞれ日本新記録かと問われて「これはたとえ話なのか、実際にあった話か」と確認した。
山内は目の前の試合のスコアを付けながら、ラジオで流れる他の試合のスコアを付けることもおこなった（宇佐美徹也は自分にはできなかったと述べている）。
規則の解釈には絶対の自信を持ち、他人の意見を聞いて変更することはなかった。プロ・アマ合同規則委員を務めていた頃、1961年の委員会で山内が出した解釈に他の委員から異論が相次いだ時には「これだけ言ってわからないのなら、そんな委員会なんか私はやめるよ」と言い残して退席し、「アマチュアの委員はレベルが低いので、わからないのが多いのです」と「ルールには載せるがアマチュアは内規で適用外とする」説得を受けて戻ったという逸話がある。
1960年、近鉄バファローの投手グレン・ミケンズが、1死1塁の場面で一塁手が1塁ゴロを2塁に悪送球して1・3塁となり、次打者が2塁ゴロで1失点、さらに次打者が本塁打で2失点した際、自責点2（本塁打で生還した2人）がついたことに、「一塁手の悪送球がなければ2塁ゴロでチェンジとなり、以後の失点は投手の責ではない」と抗議した。山内は「ミケンズ・ルールだ」と突っぱねたが、後日アメリカの規則を参照してミケンズの主張が正しいことが判明し、ルール解釈の訂正を余儀なくされた。
1956年3月25日の巨人対中日戦で、巨人の樋笠一夫が9回裏に0-3から放ったホームランが史上初の代打逆転満塁サヨナラホームランであることを突き止めたのも山内であり、なおかつきっちり3点差をひっくり返したことから山内はこのホームランにさらにつり銭なしという冠までつけて大記録であることを強調した。
山内の記録員としてのプロ野球公式戦出場試合数は、記録の残る2リーグ分裂後は1303試合である。1リーグ時代は未集計で記録員の特定も困難とされるが、日本野球機構記録データ管理部長の山川誠二は「（パ・リーグ時代と通算で）2000試合は軽く超えるはず」とする意見を述べている。日本シリーズは12回、オールスターゲームは9回記録員として出場しており、これらは2021年終了時点で歴代最多である。

## 人物
幼少期から昆虫採集を趣味とし、長男にも手ほどきした。妹宅に住んだときには、高さ2メートルの標本用の箪笥が室内にあったという。
また、大正期に流行した際に習得したとみられる編み物も生涯にわたる趣味となり、時間があれば編み棒を動かしていた。
好物は福砂屋のカステラで、プレゼントされると他人に与えずに自分で独り占めした。煎茶にもこだわりを持ち、高級品を選び、好みの水で飲むために魔法瓶を携帯した。これらの結果、記録員の仕事で遠征するときは編み物道具と茶道具とラジオを常に持参した。
裕福な家庭で育ったためかわがままな一面があり、宇佐美徹也は山内死去時の追悼文で「仕事以外のことでは勝手気まま、何から何までめんどうをみてやらなければできない人だっただけに、しゃくにさわっておこったり、やめたくなって泣いたりしたこともあった」と記した。

## 親族
妻との間に1男6女をもうけた。次女は1941年に16歳で、また長女は1955年に白血病により30歳で死去している。
妹のももよは1935年に花森安治と結婚した。山内は1964年2月から花森が編集長を務めていた『暮しの手帖』に「野球入門」というエッセイを寄稿したが、その文体から（内容は別として）実際に執筆したのは花森ではないかとみられている。